# Attentato di Fiumicino del 1973
L'attentato di Fiumicino del 1973 fu un attentato terroristico palestinese che il 17 dicembre colpì l'aeroporto di Roma-Fiumicino uccidendo 32 persone e causando il ferimento di altre 15. Non essendosi mai saputo quale potenza o organizzazione avesse commissionato l'attacco, le reali motivazioni rimangono tutt'oggi sconosciute. Tuttavia tale operazione terroristica sul territorio italiano può essere messa in relazione con altro evento: proprio nella stessa data del 17 dicembre della strage di Fiumicino era stata fissata l'udienza del processo penale contro i terroristi, allora detenuti in Italia, del precedente fallito attentato di Ostia.

## Gli eventi
Il 17 dicembre 1973 alle ore 12:51, un commando terrorista palestinese, proveniente dalla Spagna con un volo precedente, composto da 5 persone fece irruzione all'interno del terminal di Fiumicino. Gli uomini, dopo aver estratto armi automatiche ed esplosivi dalle loro valigie, si fecero strada all'interno del terminal fino alla pista, sparando all'impazzata e uccidendo 2 persone. Raggiunta la zona di stazionamento dell'aeroporto, i terroristi si diressero verso il Boeing 707 della Pan Am, volo 110 per Teheran con scalo a Beirut delle 12:45, e vi gettarono all'interno una bomba al fosforo e due granate dirompenti. Gli assistenti di volo tentarono di evacuare il velivolo il più velocemente possibile, aprendo le uscite di emergenza sulle ali, dal momento che le altre erano ostacolate dai terroristi. Molti passeggeri riuscirono a scappare, ma 30 rimasero uccisi; tra questi quattro italiani: l'ingegner Raffaele Narciso, il funzionario Alitalia Giuliano De Angelis, di ritorno alla sede di Teheran con la moglie Emma Zanghi e la loro figlia Monica di 9 anni. Nell'attacco perse inoltre la vita un giovane finanziere di appena 20 anni, Antonio Zara, che giunto per primo sul luogo dell'assalto a seguito dell'allarme generale lanciato dalla torre di controllo  dell'aeroporto, tentò di contrastare i dirottatori. 
L'attacco risultò essere talmente fulmineo, da non consentire un'adeguata risposta da parte delle forze dell'ordine. Presso Fiumicino all'epoca dei fatti erano operativi solo 117 agenti: 9 carabinieri, 46 finanzieri e 62 poliziotti, dei quali soltanto 8 erano addetti al servizio anti-sabotaggio; un numero irrisorio per un aeroporto intercontinentale come Fiumicino. Il tutto aggravato dal fatto che la struttura aeroportuale non era assolutamente adatta alla prevenzione di attacchi terroristici, in quanto concepita in un'epoca in cui tali eventi non erano prevedibili.

## La fuga dei responsabili
Compiuta la strage, il commando si diresse verso un Boeing 737 della Lufthansa che era parcheggiato in attesa di partire per Monaco di Baviera. Lungo il percorso passarono accanto ad un aereo dell'Air France pronto a partire per Beirut. A bordo, oltre all'equipaggio, si trovavano centododici passeggeri. Il comandante, Michel Ricq, per non attirare l'attenzione dei terroristi decise di non chiudere immediatamente il portellone, ma lo fece solo in un secondo momento. 
Gli arabi tuttavia non si curarono dell'aereo francese e proseguirono verso il velivolo tedesco. Vi fecero salire alcuni ostaggi, tra cui sei agenti della dogana di Fiumicino; costrinsero quindi l'equipaggio, che già era a bordo, a muovere l'aereo verso la pista per poter decollare. L'aeromobile fu inseguito, per la prima parte del rullaggio, da diversi veicoli dei Carabinieri e della Guardia di Finanza, i quali poi abbandonarono l'inseguimento in seguito alle minacce dei dirottatori di uccidere tutti gli ostaggi a bordo. 
Alle 13:32, poco più di mezz'ora dall'inizio dell'azione, l'aereo decollò alla volta di Atene dove giunse alle ore 16:50. Qui i dirottatori chiesero alle autorità elleniche di liberare due terroristi palestinesi detenuti nelle carceri greche, accusati di essere gli autori dell'attentato all'aeroporto di Atene del 5 agosto 1973. Le trattative proseguirono per circa 16 ore, durante le quali i dirottatori uccisero un ostaggio italiano, l'addetto al trasporto bagagli Domenico Ippoliti, il cui corpo fu abbandonato sulla pista per sollecitare il governo greco a soddisfare le loro richieste. Tuttavia, in seguito al rifiuto da parte dei due detenuti di unirsi al commando, i dirottatori furono costretti a rinunciare a ogni richiesta e a ripartire, stavolta con destinazione Beirut. Le autorità libanesi però rifiutarono di concedere all'aereo l'autorizzazione per l'atterraggio e occuparono le piste dell'aeroporto con autobus e camionette. Anche Cipro fece lo stesso. Fecero così scalo a Damasco, dove le autorità siriane rifornirono l'aereo di viveri e carburante. Dopo circa 6 ore decollarono di nuovo alla volta di Kuwait City, dove l'aereo si fermò definitivamente.
Il dirottamento terminò nella tarda serata del giorno successivo all'aeroporto Internazionale del Kuwait, dove furono liberati gli ostaggi.

## I seguiti
I terroristi negoziarono la loro fuga ma furono comunque catturati poco tempo dopo. Le autorità kuwaitiane, dopo aver interrogato i terroristi, decisero di non sottoporli a processo e valutarono la possibilità di consegnarli all'Organizzazione per la Liberazione della Palestina (OLP). I fattori che entrarono in gioco a questo punto furono complessi, e scatenarono un caso diplomatico che vide scontrarsi molti paesi arabi, europei e gli USA sulla sorte che avrebbero dovuto fare i terroristi e su quale nazione avrebbe dovuto processarli.
L'Italia, nonostante avesse fatto formale richiesta di estradizione all'Emirato del Kuwait, non apparve realmente intenzionata a processare e detenere i terroristi in proprio territorio. Si trattò infatti di un mero atto formale, e - quando fu risposto al governo italiano che, non esistendo un trattato che regolasse l'estradizione con il Kuwait, quest'ultima risultava impossibile - non furono effettuate ulteriori pressioni.
Il motivo più probabile, che dissuase l'Italia dal desiderio di ricevere in consegna il commando, fu il pericolo che un'eventuale detenzione nelle carceri italiane sarebbe stata motivo di ritorsioni da parte di altri terroristi palestinesi, che avrebbero potuto dare luogo ad un nuovo attentato in territorio italiano, desiderosi di richiedere la liberazione dei propri compagni. Successivamente infatti furono liberati anche gli ultimi terroristi palestinesi detenuti in Italia, responsabili del fallito attentato di Ostia del 1973, probabilmente proprio per lo stesso motivo. Anche altri paesi europei come l'Olanda seguirono questa linea. 
Questi eventi indicherebbero che il governo italiano aveva deciso di trattare la tragica vicenda di Fiumicino con il metro della "ragion di Stato", accettando compromessi a volte anche umilianti, seppur dettati da un bene superiore.
Successivamente ad estenuanti vicende internazionali, nel 1974 il presidente egiziano Anwar Sadat acconsentì che venissero portati al Cairo sotto la responsabilità dell'OLP e che venissero processati dalla stessa per aver condotto una "operazione non autorizzata". Rimasero in carcere fino al 24 novembre del 1974, giorno in cui in seguito a dei negoziati avviati durante il dirottamento di un aereo britannico in Tunisia, compiuto proprio per richiedere la loro scarcerazione, i cinque uomini del commando furono liberati in Tunisia con la complicità di molti governi arabi, europei e del governo americano. Da quel momento non ci sono state più notizie certe sulla loro sorte e sparirono, probabilmente ospitati da qualche paese arabo, rimanendo impuniti per i loro crimini.

## Galleria d'immagini

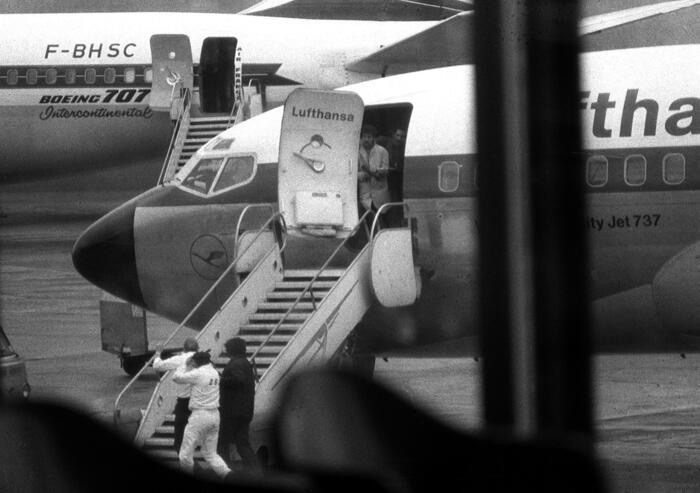
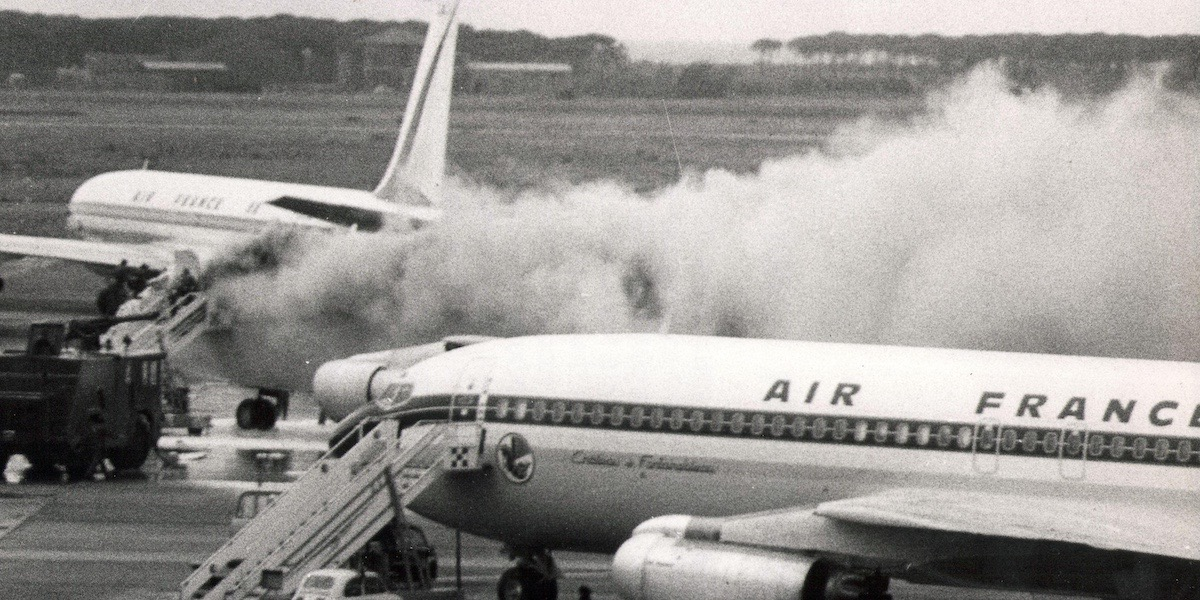
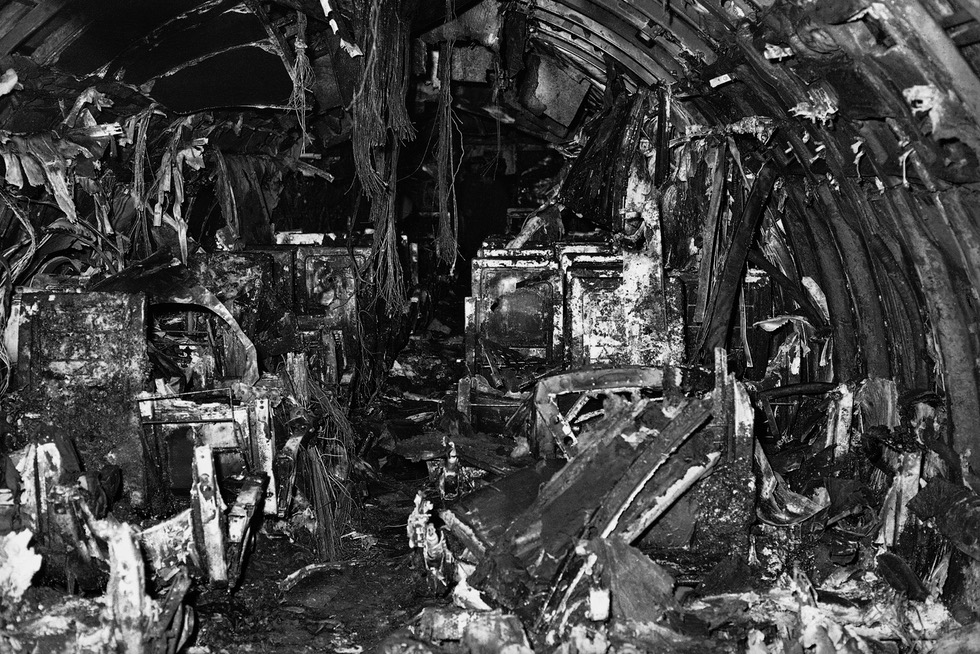
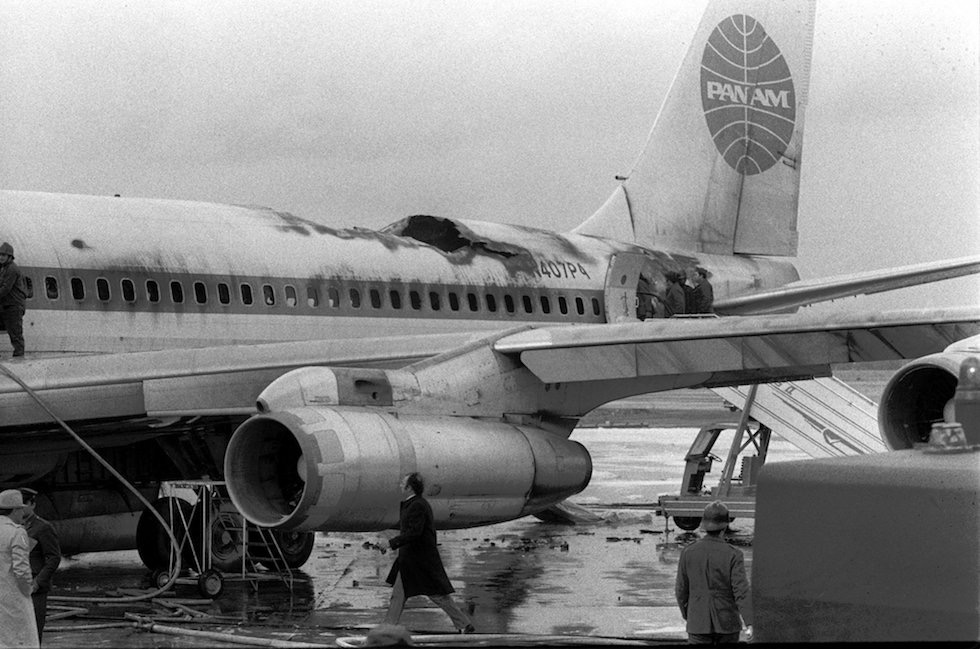
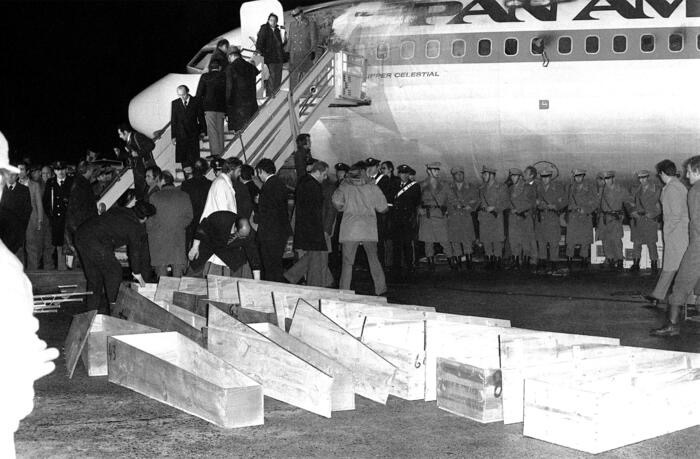
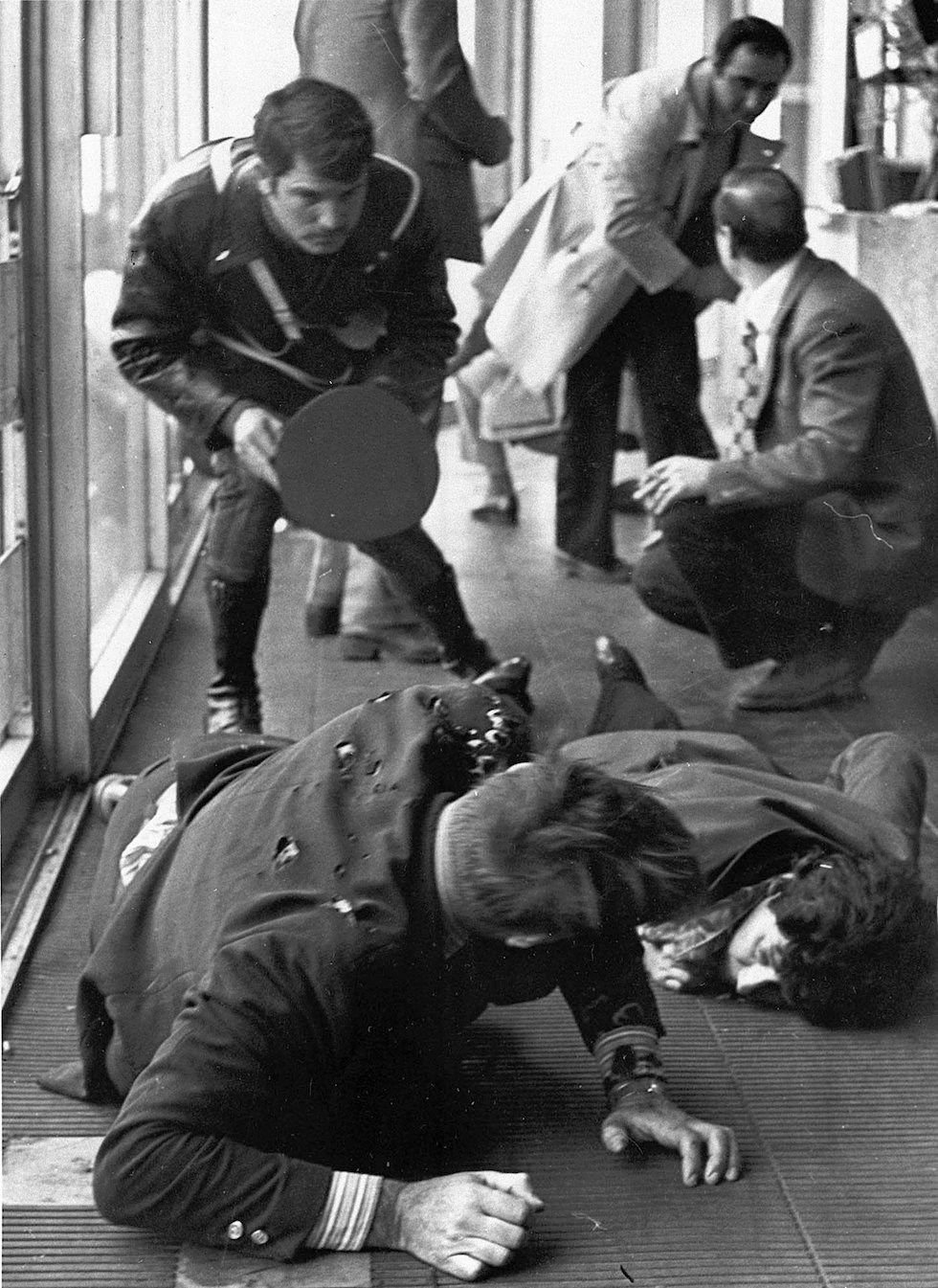
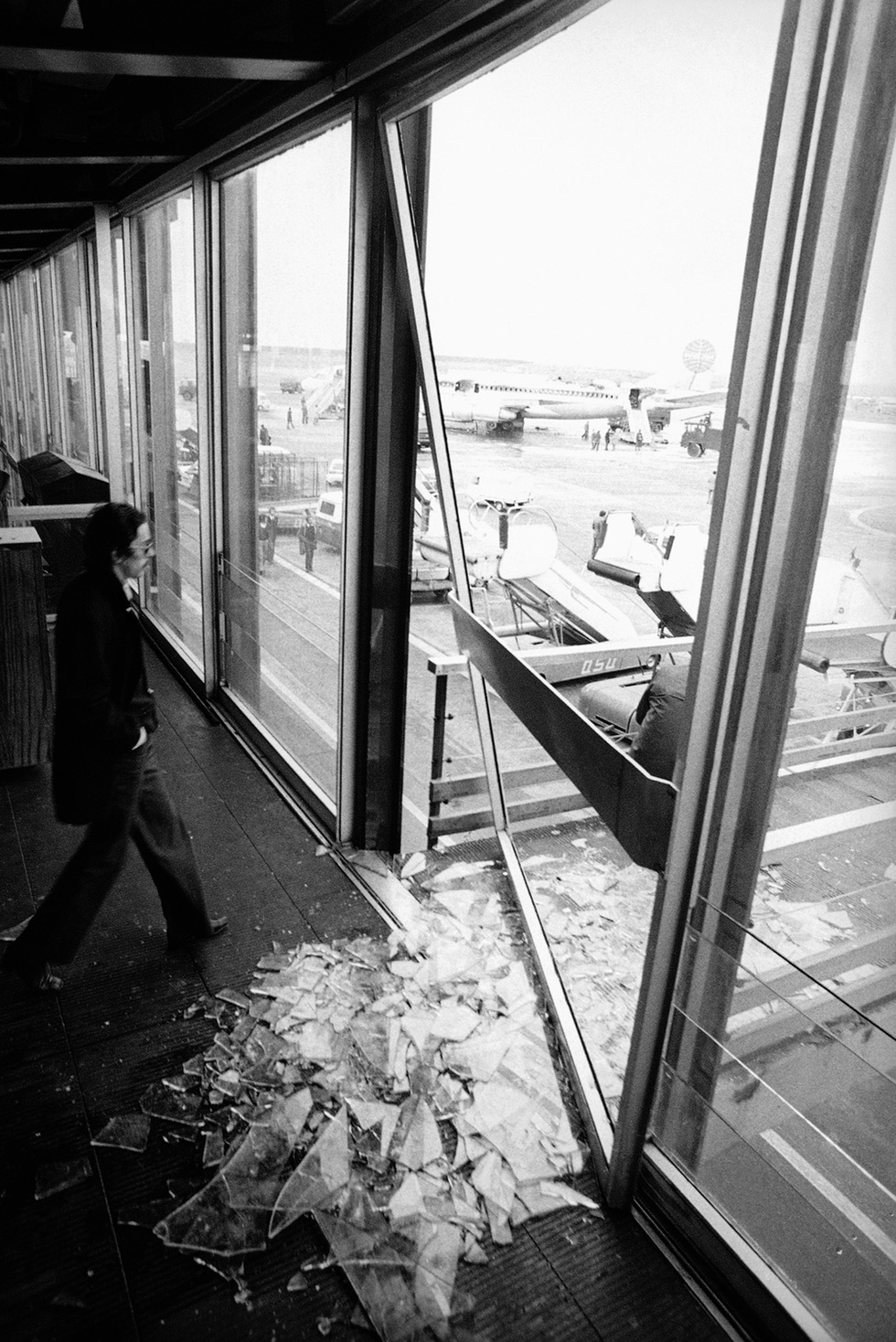